# Brunyola
Brunyola è un comune spagnolo di 357 abitanti situato nella comunità autonoma della Catalogna.